# Haberberg (Königsberg)

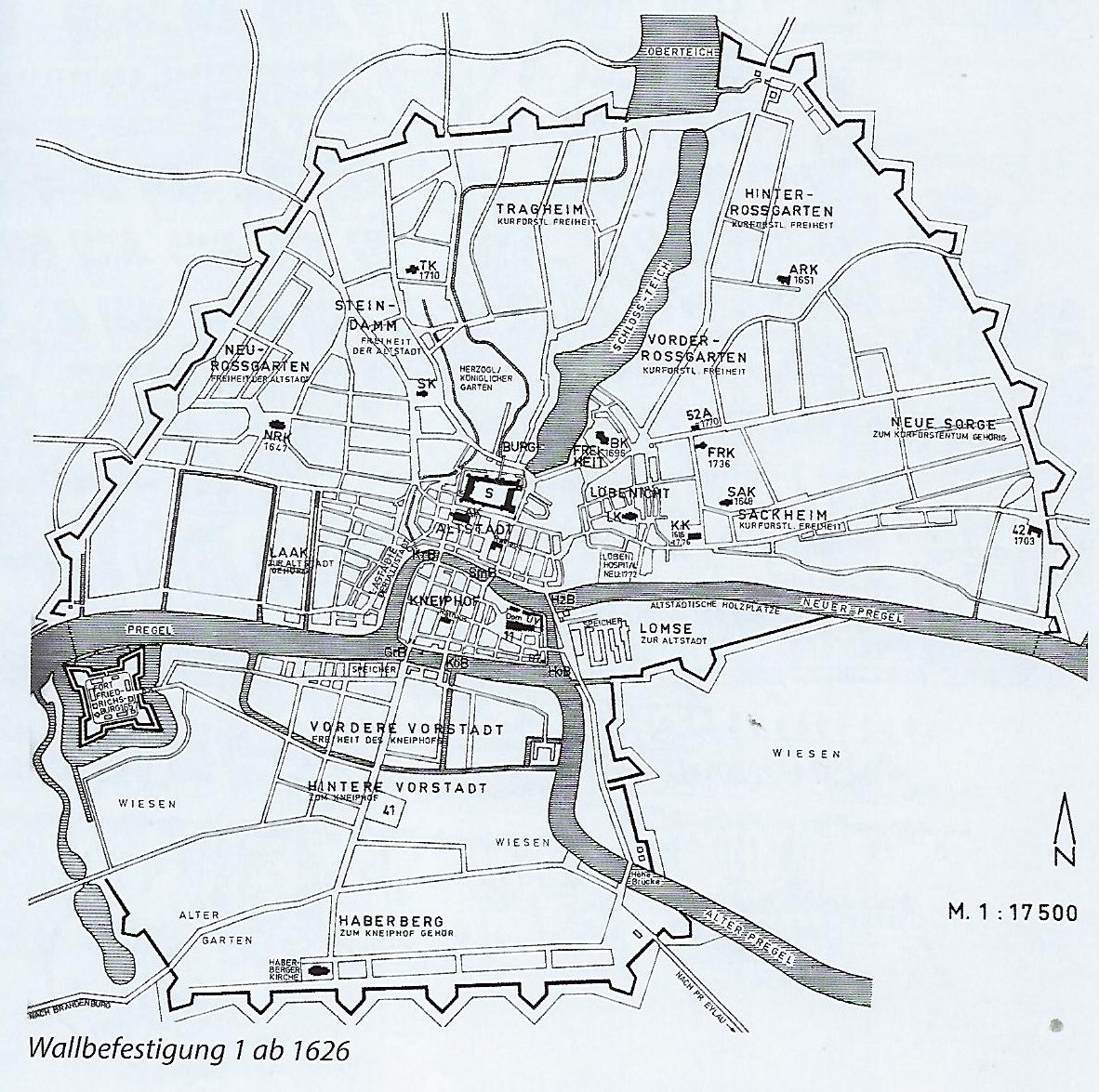
Wallbefestigung und Städte Königsbergs (1626)

Haberberg war ein Stadtteil von Königsberg (Preußen), südlich des Alten oder Natangischen Pregels und südlich des Kneiphofs gelegen.

## Name
Der Name soll sich vom Haber (Hafer) ableiten, der auf den höher gelegenen Fluren gedeihen konnte. Nach Henneberger soll der Name auf König Ottokar zurückzuführen sein, der beim Streit mit den Prußen gefragt haben soll: „Haben wir ’n Berg?“ Beides dürfte falsch sein, denn der am Frischen Haff gelegene Ort Haffstrom wurde in alten Quellen oft Haberstrohm geschrieben. In Analogie hierzu dürfte mit Haberberg „Haffberg“ (Berg am Haff) gemeint sein.

## Lage
Der Haberberg ist eine pleistozäne Anhöhe im Urstromtal des Pregels. Er liegt im prußisch natangischen Stammesgebiet und gehörte ursprünglich nicht zum Samland. Das Stadtgebiet wurde eingeteilt in Unterhaberberg (nahe dem Pregel) und Oberhaberberg. Der obere Haberberg reichte vom Friedländer Tor bis an das Brandenburger Tor. Dazu gehörten die Ortsteile Alter oder Trockener Garten und Nasser Garten.

## Geschichte
Der Unterhaberberg war zu Ordenszeiten ein großes Dorf mit 24 Bauern, zunächst in Ordensbesitz, wurde aber 1522 vom Markgrafen Albert den Einwohnern des Kneiphofs verliehen. Am Ende des Haberbergs lag ein Wachturm oder Bergfried. Als Pfingsten 1520 polnische Truppen vor Königsberg erschienen, besetzten sie den Haberberg und trieben Vieh und Pferde fort. 1613 bildete dieser Stadtteil zusammen mit dem südlich gelegenen Dorf Seligenfeld (russ. Dalneje) eine eigene Gemeinde, die sich zunächst nur mit einer Friedhofskapelle begnügen musste. 1652 hatte der Kneiphof den Oberhaberberg als eine besondere Vorstadt angelegt. Von 1870 bis 1875 wurde die Neue Börse direkt gegenüber der auf dem Kneiphof gelegenen Alten Börse auf der anderen Pregelseite erbaut.
Die Schroetter-Karte von 1802 zeigt am südlichen Wall im Osten am Alten Pregel gelegen das Ponton Haus am Viehmarkt, nach Westen hin liegen die Trainremise und Wagenhäuser der Artillerie, es folgt der Haberberg’sche Friedhof mit dem Armenfriedhof, der auf einem Wallzwinger außerhalb liegt. Die Artilleriestraße endet am Schießhaus. Nördlich davon am Brandenburger Tor liegen der Kneiphöf’sche Friedhof und der Altstädter Friedhof. Der Haberberg ist noch kaum besiedelt, lediglich in der Nähe des Kneiphofs. Ansonsten finden sich auf dem Haberberg das Zuchthaus direkt am Pregelufer gegenüber der Lomse, die Salzdirektion, das Hospital, die Synagoge und westlich der Insel Venedig vor dem Großen Fort Friedrichsburg ein großer Schiffsbauplatz sowie etliche Artilleriegebäude. Das Fort lag gegenüber von Laak oder Lastadie direkt am „Holländischen Baum“, einer Pregel-Sperre. Hier befand sich das Zeughaus.
Der Königsberger Stadtplan von 1931 zeigt auf dem Haberberg die Bernsteinwerke, das Reichsbahngebäude, das Telegrafenamt, die große Werfthalle, den Aschhof, den Güterbahnhof und den Hauptbahnhof. Südlich der Österreichischen Straße befand sich die Badeanstalt. In der Nähe des Aschhofs am Pregel lag die Insel Venedig. Dieser Flurname hat nichts mit der italienischen Stadt Venedig zu tun, sondern steht für prußisch-kurisch venys ‚Weideland‘. Auf dem Aschhof wurde aus Holz Pottasche hergestellt, die für etliche weitere Produkte Verwendung fand.

## Sakralbauten

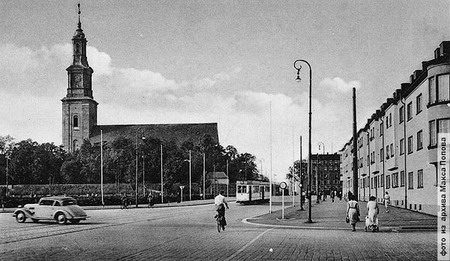
Haberberger Trinitatis-Kirche vom Bahnhof gesehen

- Das St. Georgen-Hospital wurde 1329 im Auftrag des Hochmeisters Werner von Orseln als Aussätzigen-Hospital errichtet. Der Neubau erfolgte von 1894 bis 1897. Der Orden unterhielt viele Hospitäler für die Genesung seiner Krieger. Die Stadtteile waren den Hospitälern gegenüber zinspflichtig.
- Die Grundsteinlegung der Haberberger Kirche erfolgte 1537 auf dem Oberhaberberg. Sie brannte 1753 ab und wurde im Rokokostil wieder aufgebaut. Sie ist nicht erhalten. Westlich der Haberberger Kirche lagen der Alte Kneiphöf’sche Friedhof und der Alte Altstädter Friedhof. Der Haberberger Kirchhof lag direkt an der Kirche. Seligenfeld hatte später eine eigene Kirche mit Friedhof.
- Die Alte Synagoge wurde von 1753 bis 1756 errichtet und 1815 umgebaut. Sie verbrannte in der Reichspogromnacht 1938 (Synagogenstraße).
- Katharinen-Stift mit Krankenhaus (Oberhaberberg)
- Kirche zur Heiligen Familie
- Luther-Kirche (Viehmarkt / Friedländer Torplatz)
- Baptistenkirche (Schweizer Grund)
- Witwen- und Waisenstift (Burgenlandstraße)